# 보친 학살
보친 학살(크로아티아어: Pokolj u Voćinu 포콜 우 보치누)은 크로아티아 독립 전쟁 기간이었던 1991년 12월 13일에 크로아티아 보친에서 세르브계 준군사인 흰 독수리 부대가 민간인 43명을 학살한 사건이다. 이 학살은 파푸크-91 작전으로 크로아티아 육군(HV)이 보친을 탈환하기 직전 철수 명령을 받은 준군사들이 철수 직전 자행했다. 피해자는 이웃을 보호하러 했던 세르브인 1명을 제외하고는 전원 크로아트인이다. 사망자들은 대부분 총살로 사망했으나 일부는 도끼나 전기톱으로 살해당했고 더러 불에 타 죽은 사람도 있었다. 희생자들은 고문의 흔적이 발견되었고 매장되지 않은 채 시신이 그대로 방치되었다. 12월 13일에서 14일로 넘어가는 밤 흰 독수리 부대는 마을에 있던 550년 된 교회를 폭파하고 철수했다.
12월 14일에서 15일로 넘어가는 밤 크로아티아 육군이 전날 세르브인들이 떠난 보친 마을을 점령했다. 그 후 크로아티아 군인들이 마을에 있었던 세르브인의 집 여러 채를 불태웠다. 얼마 후 당시 미국 하원의원이었던 프랭크 맥클로스키가 보친 마을을 둘러보았고 다음 날 자그레브에서 열린 기자회견에서 보친에서 집단학살이 있었다고 말했다. 맥클로스키는 서던캘리포니아 대학교 로스앤젤레스 종합의료센터의 임상부교수인 제리 블라스코비치 박사를 설득해 학살 조사를 같이 하자고 제안했다.
구유고슬라비아 국제형사재판소(ICTY)는 슬로보단 밀로셰비치를 학살 혐의로, 보이슬라브 셰셸을 보친 내 비세르브인 추방 혐의로 기소했다. 2015년 국제사법재판소는 보친에서의 학살은 집단학살(genocide)가 아니라고 판결했으며 크로아티아가 1991년 12월에 보친 지역에서 세르비아군이 크로아트인을 학살했다는 주장을 입증할 만한 충분한 증거를 제시하지 못했다고 밝혔다.

## 배경
1991년 크로아티아 내 유고슬라비아 전역에서 유고슬라비아 인민군(JNA) 바냐루카 주둔 제5군단은 오쿠차니부터 다루바르와 비로비티차까지 서슬라보니아 지역을 북쪽으로 진격하고, 2차로 오쿠차니부터 쿠티나 방면까지 진격하는 임무를 맡았다. 이 임무는 약 일주일간 동슬라보니아에서 진격하는 유고 인민군의 주력이 합류할 것으로 예상되는 지점의 진격도와 일치했다. 두 부대가 합류한 후 자그레브와 바라주딘을 향해 서쪽으로 더 진격하기로 계획되었다.
유고 인민군은 노브스카, 노바그라디슈카, 파크라츠 사이에서 크로아티아 국가방위군(ZNG)에게 저지당했지만, 서슬라보니아 세르브인 자치주(SAO 서슬라보니아) 영토방위군이 파크라츠 북쪽 빌로고라산과 파푸크산, 슬라티나와 비로비티차 인근에 유고 인민군의 지원 없이 진지 구축에 성공했다. 영토방위군은 10월 파푸크산의 보친 마을에 배치된 준군사 조직의 지원을 받았다.
당시 있었던 준군사조직은 보이슬라브 셰셸이 지휘하는 흰 독수리였다. 셰셸은 다음 달 보친을 방문해 준군사조직을 선동하여 마을에 거주했던 크로아트인을 박해했다. 보친에서 살아남은 주민들의 증언에 따르면 흰 독수리와 몇몇 지역 세르브인이 크로아트인을 위협했으며 이 때문에 1991년 말에는 마을 내 크로아트인이 80명으로 급감했다. 전쟁 기간 마을의 세르브인 비율은 전쟁 이전 약 64%에 비교하여 80%까지 치솟았다.
10월 29일 크로아티아 국가방위군은 허리케인-91 작전으로 노브스카와 노바그라디슈카의 유고 인민군 및 영토방위군 병력을,  스와치-10 작전을 통해 비로비티차 남쪽 빌로고라산 지역의 영토방위군을 공격하기 시작했다. 스와치-10 작전과 파푸크 지역 탈환의 성공을 발판으로 11월 3일 크로아티아 육군(HV)으로 개명한 크로아티아 군사는 11월 28일 파푸크-91 작전을 시작했다.

## 학살

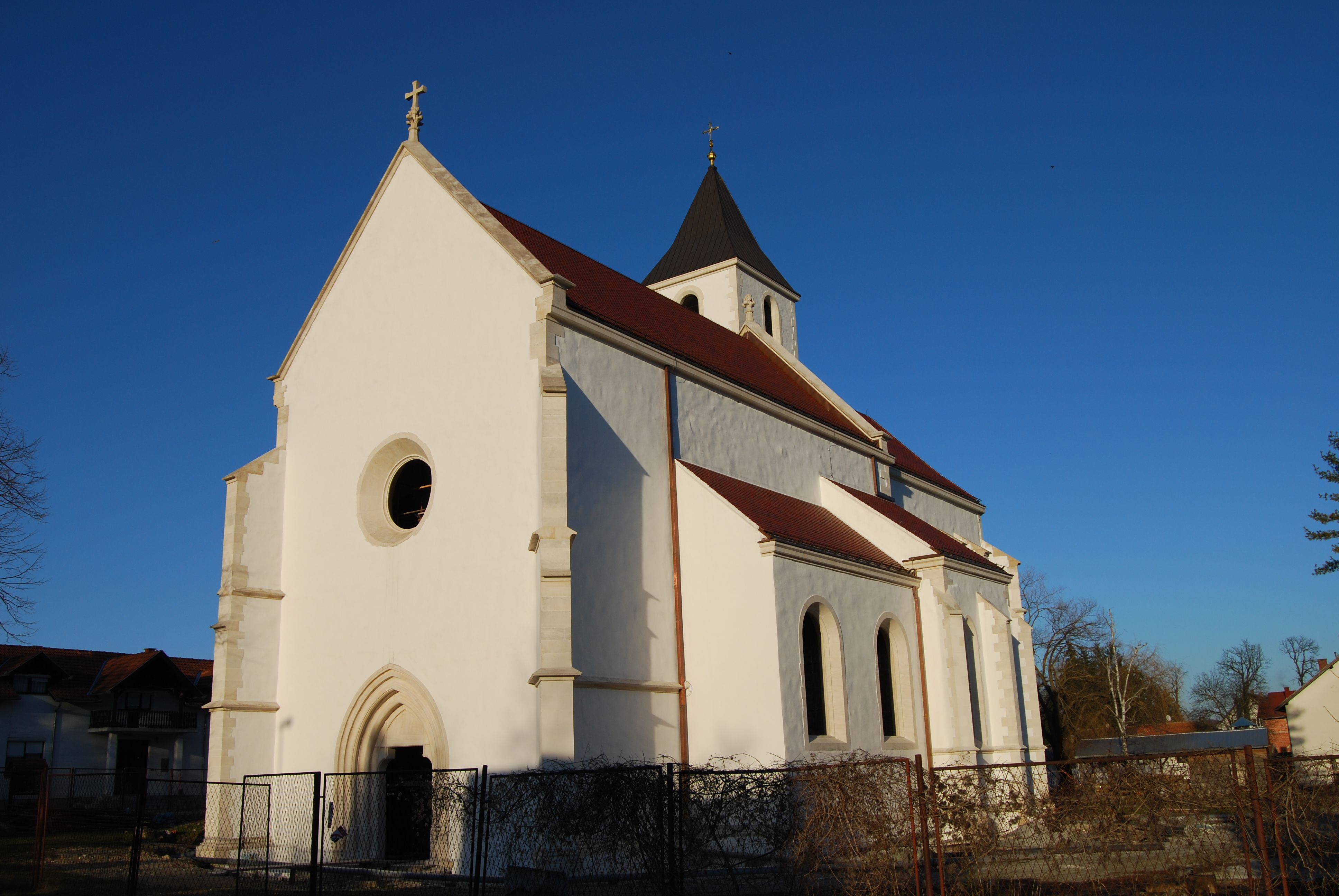
전후 재건된 보친의 축복받은 성모 마리아 교회의 전경. 이 교회는 보친 학살 당시 폭파되었다.

크로아티아 육군은 12월 12일부터 보친에서 서쪽으로 약 5 km 떨어진 줄로바츠에서 진격하기 시작했고 영토방위군은 밀리면서 이 지역에서 철수하기 시작했다. 결국 흰 독수리도 보친에서 철수해야 했지만 포로를 잡지 말라는 명령을 받았다. 또한 세르브인의 대피도 보장하라는 명령도 받았다. 떠나기를 거부하는 사람들에게는 위협했고 한 남성은 집 앞에서 살해당했다.
12월 13일 정오부터 보친과 인근 2개 작은 마을에서 민간인 학살이 시작되었다. 최소 한 대의 전차 지원을 받은 흰 독수리 보병이 크로아트인 소유 주택을 포격하며 보친을 지나갔다. 12시간간의 살상과 파괴로 민간인 최소 43명이 사망했다. 희생자의 시신은 그대로 밖에 방치되어 있었는데 이는 보친 외부 사람들에게 도망치지 않으면 죽는다는 경고 표시로 방치한 것으로 추정된다. 학살당한 사람은 준군사조직으로부터 이웃을 보호하러 했던 77세의 세르브인 1명을 제외하고는 전원 크로아트인이다. 희생자 대부분은 고령으로 56-76세의 여성 12명과 60-84세의 남성이 11명이었다.
사망자 대부분은 고문당하거나 쇠사슬로 얻어맞은 자국, 화상 자국이 나 있었다. 사망자 대부분은 총격으로 사망했지만 시신이 심하게 화상을 입은 희생자 8명은 정확한 사인을 알기 어려웠다. 한 부부는 쇠사슬에 묶여 산 채로 불에 탔고, 여성 두명이 도끼 혹은 그와 비슷한 날카로운 물체에 맞아 사망했으며 그 중 한 명은 머리에 여러 차례 도끼를 맞았다. 또 다른 부부는 참수되어 머리는 가방에 넣어졌다. 다른 사람들을 보호하러던 세르브인도 구타당하고 불이 붙은 담배와 달궈진 쇠사슬로 고문당한 후 가죽이 벗겨졌다.
새벽 3시경 흰 독수리 준군사 병력들은 보친에 있는 축복받은 성모 마리아 카톨릭교회 건물을 철거했다. 준군사조직은 550년 된 건물을 창고로 사용했다. 폭발 후에는 교회의 벽 하나만 남았다. 이 목적을 위해 수 톤의 폭발물을 사용했다고 추정된다. 동시에 남쪽에 있는 보카네, 크라슈코비치, 미오코비체보, 노보즈베체보 마을의 크로아티아인 약 20명도 살해당했다고 추정된다.

## 여파
마을 세르브인들은 14일에 떠났고, 다음 날인 14일에서 15일 넘어가는 밤 크로아티아 육군이 보친을 점령했다. 그 후 크로아티아 군인들이 한 때 마을에 거주했던 세르브인 소유인 주택 여러 채를 불태웠다. 세르비아군이 철수하고 크로아티아군이 도착하면서 마을에 남은 세르브계 민간인에 대한 범죄가 일어났다. 크로아티아의 NGO인 도추멘타-과거 처리 센터에 따르면 점령 과정에서 세르브인 40명이 살해당했다.
보친 재점령 이후 마을에 가장 먼저 도착한 사람 중 한 명은 유엔 사실조사 임무차 크로아티아에 파견되었던 프랭크 맥클로스키다. 맥클로스키는 보좌관에게 다음 날 자그레브에서 기자회견을 열게 준비해달라고 요청했고, 보좌관은 크로아트계 민간인 살해 사건 조사 과정에서 화학무기 사용 여부를 조사하기 위해 크로아티아로 파견되었던 로스앤젤레스 종합의료센터의 임상부교수인 제리 블라스코비치 박사에게 사건 조사에 참여해달라고 설득했다. 기자회견에서 맥클로스키는 보친의 학살을 집단학살이라고 말했다. CNN의 기자인 마크 댈미쉬는 데스크가 살해 사건 보도를 불신해 기자회견에 참석하지 않았고 나중에 블라스코비치가 학살 조사에 참여한다는 소식을 듣자 이 사건에 관심을 가지게 되었다고 알려졌다.
희생자의 시신은 12월 17일 법의학적 검사를 위해 인근의 마을인 슬라티나로 이송되었다. 맥클로스키는 크로아티아 정부에 연락해 희생자들의 검시를 문서화할 수 있는 허가를 받았지만 슬라티나 지방정부에서 접근을 막았다. 맥클로스키는 크로아티아 국방부 장관인 고이코 슈샤크에 연락해 자신을 대신해 개입해달라고 요청했지만 현지 경찰도 슈샤크의 말을 듣지 않았다. 결국 슬라티나에 크로아티아 특수경찰이 배치되어 슈샤크의 협조명령을 집행하러 하자 이 문제로 무력 충돌이 발생할 뻔 했다. 문제를 해결하기 위해 자그레브 대학교 법의학 연구소에서 팀을 슬라티나에 파견해 부검을 실시하고 시신을 수습했으며 나머지 절차는 자그레브에서 진행했다.
지하실이나 옥수수밭 등으로 피신한 생존자들과 생포된 준군사조직의 한 부대원은 나중에 보친 학살을 증언하며 흰 독수리가 자행했다고 주장했다. 또한 철수한 준군사조직은 인사 기록을 포함한 여러 중요 기록을 남겼는데 이를 통해 당시 보친에 있었던 준군사조직이 셰셀과 관련된 흰 독수리 부대임이 알려졌다. 유엔 구유고슬라비아 국제형사재판소(ICTY)의 미국 전범수사관인 존 센치치 특수요원은 당시 세르비아의 대통령이었던 슬로보단 밀로셰비치가 학살에 연루되었음을 고위급과의 인터뷰를 통해 밝혀냈다. ICTY는 밀로셰비치를 보친에서 민간인 32명을 학살한 혐의로 추가 기소했다. 밀로셰비치는 이후 체포되어 재판을 받았으나 재판 도중 사망했다. 또한 ICTY는 세르브계가 아닌 민간인을 보친에서 강제추방한 혐의로 셰셀을 기소했다.
2014년 3월 크로아티아는 국제사법재판소(ICJ)에서 보친에서의 학살이 슬라보니아의 크로아트인을 향한 대규모 집단학살 과정의 하나라고 주장했다. 2015년 ICJ는 제출된 자료가 보친에서 발생한 일에 대한 중대한 의혹을 제기하긴 하지만 해당 지역에서 세르비아군이 의도적으로 크로아트인을 살해했다는 사실에 대해 확실하게 입증할 만하기에는 충분하지 않다고 판결했다.

## 참고 문헌
서적과 저널 논문
- Bartrop, Paul R. (2012). 《A Biographical Encyclopedia of Contemporary Genocide》. Santa Barbara, California: ABC-CLIO. ISBN 9780313386787.
- Blaskovich, Jerry (1997). 《Anatomy of Deceit: An American Physician's First-Hand Encounter With the Realities of the War in Croatia》. New York: Dunhill Publishing. ISBN 9780935016246.
- Cencich, John R. (2013). 《The Devil's Garden: A War Crimes Investigator's Story》. Dulles, Virginia: Potomac Books. ISBN 9781612341729.
- Central Intelligence Agency, Office of Russian and European Analysis (2002). 《Balkan Battlegrounds: A Military History of the Yugoslav Conflict, 1990–1995》. Washington, D.C.: Central Intelligence Agency. ISBN 9780160664724. OCLC 50396958.
- Duijzings, Ger (2000). 《Religion and the Politics of Identity in Kosovo》. New York: Columbia University Press. ISBN 9780231120982.
- Gagnon, Valère Philip (2006). 《The Myth of Ethnic War: Serbia and Croatia in the 1990s》. Ithaca, New York: Cornell University Press. ISBN 9780801472916.
- Gow, James (2003). 《The Serbian Project and Its Adversaries: A Strategy of War Crimes》. London, England: C. Hurst & Co. ISBN 9781850656463.
- Kearney, Michael G. (2007). 《The Prohibition of Propaganda for War in International Law》. Oxford, England: Oxford University Press. ISBN 9780199232451.
- Marijan, Davor (November 2012). “Zamisao i propast napadne operacije Jugoslavenske narodne armije na Hrvatsku u rujnu 1991. godine” [The Conception and Failure of the Offensive Operation of the Yugoslav National Army in September 1991]. 《Journal of Contemporary History》 (크로아티아어) (Croatian Institute of History) 44 (2): 251–275. ISSN 0590-9597.
- Nazor, Ante (2007). 《Počeci suvremene hrvatske države: kronologija procesa osamostaljenja Republike Hrvatske: od Memoranduma SANU 1986. do proglašenja neovisnosti 8. listopada 1991》 [Beginnings of the Modern Croatian State: A Chronology of the Independence of the Republic of Croatia: from 1986 SANU Memorandum to the Declaration of Independence on 8 October 1991] (크로아티아어). Zagreb, Croatia: Croatian Homeland War Memorial Documentation Centre. ISBN 9789537439019.

뉴스 보도
- Engelberg, Stephen (1991년 12월 19일). “Villagers in Croatia Recount Massacre by Serbian Forces”. 《The New York Times》.
- “Milosevic Indictment: Text”. 《BBC News》. 2001년 10월 29일.
- Simons, Marlise (2013년 8월 30일). “International Judge Is Removed From Case Over Apparent Bias”. 《The New York Times》.
- “The charges against Vojislav Seselj”. 《BBC News》. 2003년 2월 24일.

기타 자료
- “Case Information Sheet – Kosovo, Croatia & Bosnia (IT-02-54) – Slobodan Milošević” (PDF). International Criminal Tribunal for the former Yugoslavia.
- “Povjesnica” [A History] (크로아티아어). Ministry of Defence (Croatia). 2013년 11월 30일에 원본 문서에서 보존된 문서. 2013년 12월 17일에 확인함.
- “Yugoslavia: further reports of torture and deliberate and arbitrary killings in war zones”. Amnesty International. March 1992. 2016년 3월 6일에 원본 문서에서 보존된 문서. 2013년 10월 14일에 확인함.